# Mark Allen (rugby à XV)
Pour les articles homonymes, voir Mark Allen et Allen.
Pas d'image ? Cliquez ici

a Compétitions nationales et continentales officielles uniquement.

b Matchs officiels uniquement.
Dernière mise à jour le 18 janvier 2018.
 Mark (Bull) Richard Allen, né le 27 juillet 1967 à Stratford (Nouvelle-Zélande), est un ancien joueur international néo-zélandais de rugby à XV jouant au poste de pilier.

## Biographie
Mark Allen commence sa carrière en 1986 avec Taranaki, à l'âge de 19 ans, avant l'époque du rugby professionnel.
Il est le capitaine des Hurricanes lors de la première saison de la franchise en 1996.
Il dispute son premier test match le 31 juillet 1993 contre l'équipe des Samoa et le dernier contre l'Angleterre, le 6 décembre 1997.
Il termine sa carrière sportive en 1998, après un match face aux Brumbies.
Après sa carrière de joueur, il commente quelques matchs de rugby à XV. À cette période, il a aussi des problèmes d'alcoolisme qui s'arrêtent lorsqu'il décide de s'impliquer dans la religion. Il devient membre de la communauté chrétienne de Tauranga, ce qui l'aide beaucoup dans son après-carrière.

## Statistiques en équipe nationale
De 1993 à 1997, Mark Allen compte 8 sélections avec les All-Blacks, inscrivant 5 points. Avec les Kiwis, il participe à une édition du Tri-nations en 1997.

## Palmarès
- Nouvelle-Zélande
  - Vainqueur du Tri-nations en 1997